# Maximilianus von Numidien
Maximilianus von Numidien (* 274; † 12. März 295) war ein frühchristlicher Märtyrer aus Nordafrika.
Der aus Numidien stammende Maximilian verweigerte den Militärdienst im römischen Heer (mihi non licet militare, quia Christianus sum „Es ist mir nicht erlaubt, Soldat zu sein, weil ich Christ bin“). Am 12. März 295 kam es im nordafrikanischen Theveste zu Prozess, Todesurteil und Hinrichtung. Die Acta Maximiliani, der Märtyrerbericht über den Prozess und die Hinrichtung Maximilians, stellen ein bedeutsames historisches Dokument dar und beruhen auf den Gerichtsakten, die im 4. Jahrhundert von einem anonymen christlichen Autor überarbeitet wurden.
Der Gedenktag von Maximilian ist der 12. März.
In jüngerer Zeit kamen verschiedene Zweifel an der Authentizität des Dokuments auf, bsplw. würden unabhängige Belege für eine im Bericht als Prokonsul beschriebene Person fehlen. Als Beleg für eine Authentizität wird hingegen auf die Sachlichkeit (keine Polemik und keine Wundererzählungen) des Berichts verwiesen.